# Jacinto-de-água

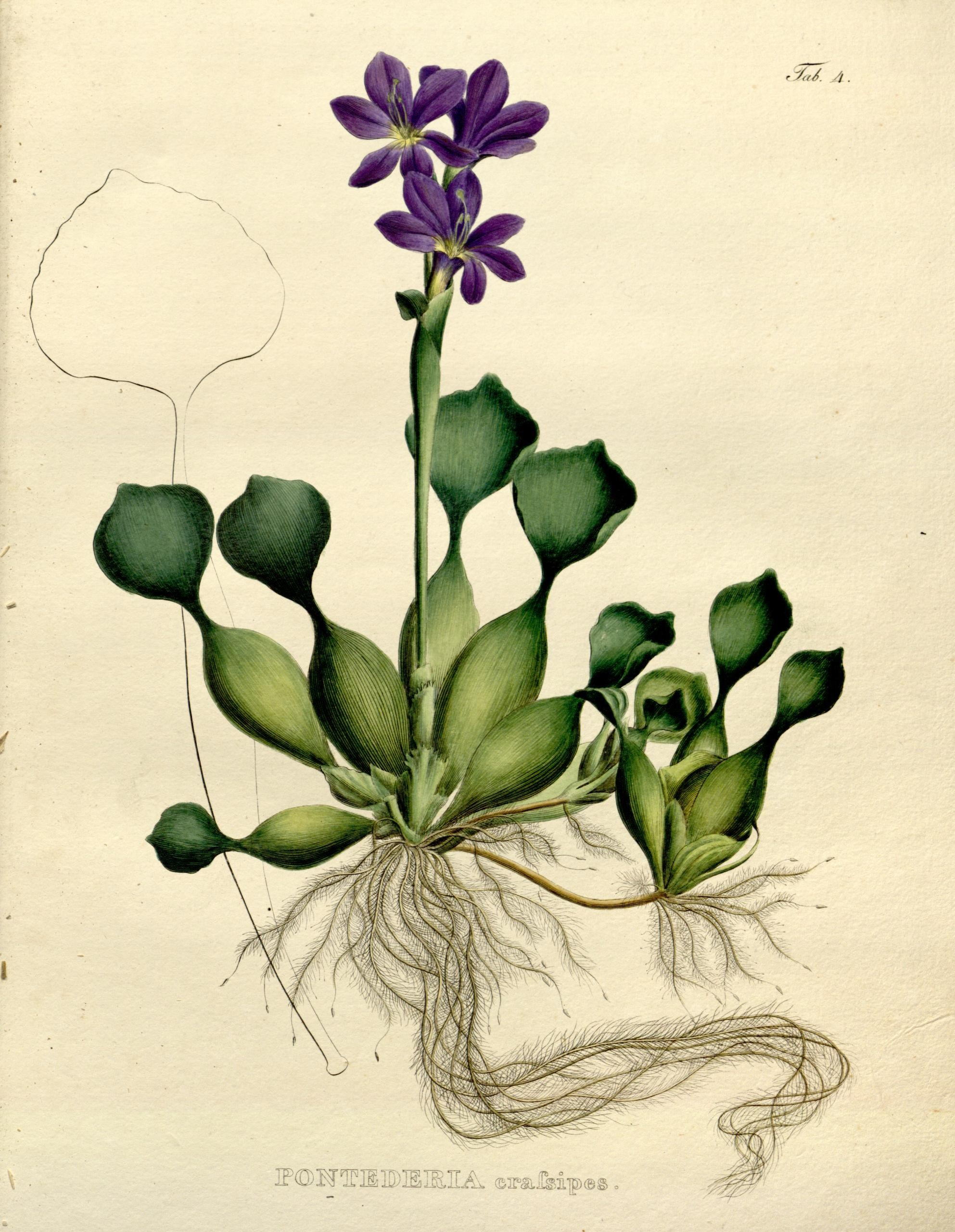
Ilustração botânica descrevendo a espécie

O jacinto-de-água, aguapé, baronesa ou gigoga (nome científico: Eichhornia crassipes) é uma espécie de planta aquática da família das pontederiáceas (Pontederiaceae). Nativa da América do Sul, foi naturalizada em todo o mundo e muitas vezes é invasora fora de sua área nativa.

## Taxonomia
O jacinto-de-água foi descrito pela primeira vez em 1824 sob o nome de Pontederia crassipes por Carl Friedrich Philipp von Martius como Pontederia crassipes em Monographiae Phanerogamarum 4: 527. 1883 a partir de espécimes coletados no Brasil, embora já deve ter sido coletado em 1801 no território da atual Colômbia. Em 1843, Carl Sigismund Kunth dividiu o gênero Pontederia e criou Eichhornia para cobrir espécies com ovário trilocular e numerosos óvulos, mas ignorou o epíteto crassipes em detrimento de speciosa. Em 1836, Kunth ignorou também a revisão de Constantine Samuel Rafinesque que propôs o nome ao gênero de Piaropus. Ao longo do século XIX, vários autores propuseram novas nomenclaturas, mas em 1883 Armando de Solms-Laubach estabeleceu o nome Eichhornia crassipes, que é como a espécie é atualmente conhecida. Essa decisão ignorou a prioridade do nome Piaropus com base no fato de que Eichhornia estava em uso desde 1843 e era considerado nome conservado.
O binômio apresenta a seguinte etimologia: (1) o nome genérico Eichhornia é uma homenagem a Johann Albrecht Friedrich Eichhorn (1779–1856), ministro prussiano, assessor judicial e político; e (2) o epíteto específico crassipes deriva do vocábulo latino que significa "com pé grosso". O jacinto-de-água foi originalmente confundido com Eichhornia azurea, que além de similar, tem distribuição sobreposta na América do Sul e América Central. E. azurea difere por ter pétalas finamente dentadas, caule principal mais alongado (não espalhado por estolhos) e folhas dísticas sem pecíolos inchados.

## Descrição
Plântulas de jacinto-de-água têm folhas iniciais alongadas e semelhantes a tiras que se desenvolvem em folhas espatuladas. Em condições adequadas, os pecíolos incham e garantem que, caso desalojadas, as plântulas flutuem da lama ao mar aberto. Varia muito em tamanho, podendo atingir até um metro quando adulta. Plantas em situação desabitada tendem a ter pecíolos curtos, dispersos e com pronunciado inchaço, enquanto em um povoamento denso são mais altas, mais eretas e com pouco ou nenhum inchaço dos pecíolos. O sistema de plantas consiste em brotos individuais, cada um com até dez folhas expandidas dispostas em espiral (filotaxia ⅜) e separadas por entrenós muito curtos. À medida que os brotos individuais se desenvolvem, as folhas mais velhas morrem deixando um toco de broto morto sem folhas projetando-se para baixo. Eventualmente, a planta inteira afunda e morre.
As folhas de jacinto-de-água são pecíolos, muitas vezes inchados, de duas a cinco centímetros de espessura, e lâminas, aproximadamente redondas, ovoides ou em forma de rim com até 15 centímetros de diâmetro. A base do pecíolo e qualquer folha subsequente é encerrada numa estípula de até 6 centímetros de comprimento. As raízes se desenvolvem na base de cada folha e formam uma massa densa: geralmente 20-60 centímetros de comprimento, embora possam se estender até 300 centímetros. A proporção da raiz à parte aérea depende das condições de nutrientes e, em condições de baixo teor de nutrientes, podem representar mais de 60% do peso total da planta. São brancos quando formados na escuridão total, mas geralmente arroxeados em condições de campo, especialmente em condições de baixos nutrientes.
Periodicamente, as gemas axilares se desenvolvem como estolhos, crescendo horizontalmente por 10-50 centímetros antes de estabelecer plantas filhas. Populações extremamente grandes de brotos interconectados podem se desenvolver muito rapidamente, embora os estolhos de conexão eventualmente morram. A inflorescência é uma espiga que se desenvolve a partir do meristema apical, mas tende a aparecer lateralmente devido ao desenvolvimento imediato dum broto axilar. Cada espiga mede até 50 centímetros de altura e é subtendida na base por duas brácteas e possui 8-15 flores sésseis (raramente 4-35). Cada flor tem um tubo perianto de 1,5 centímetro de comprimento, expandindo-se em seis lóbulos malva ou roxo de até 4 centímetros de comprimento. O lóbulo principal tem uma mancha amarela brilhante em forma de diamante cercada por um roxo mais profundo. Uma vez que a inflorescência está totalmente emergida da bainha da folha, as flores se abrem todas juntas, começando à noite, completando o processo pela manhã e murchando na noite seguinte, quando o pedúnculo começa a se curvar. Cada cápsula pode conter até 450 sementes pequenas, cada uma com cerca de 1 x 3 milímetros. Cada planta pode produzir milhares de sementes em cada ano e as sementes mantêm-se viáveis por mais de 28 anos. É um cultivador vigoroso e os tapetes podem dobrar de tamanho em uma a duas semanas.
O jacinto-de-água tem três morfos de flores e é denominado "tristilo". Possuem seis estames e um estilete dispostos em três configurações possíveis, os morfos, nomeados pelo comprimento de seu pistilo: longo, médio e curto. No entanto, as populações tristílicas são limitadas à faixa nativa de jacintos-de-água da América do Sul; na faixa introduzida, o morfo médio prevalece, com o morfo longo ocorrendo ocasionalmente (predomina no Seri Lanca) e o morfo curto está completamente ausente. Esta distribuição geográfica dos morfos florais indica que os eventos fundadores desempenharam um papel proeminente na disseminação mundial da espécie.

## Reprodução
O jacinto-de-água propaga-se vegetativamente e por sementes. Suas flores são tristílicas, mas ao contrário de outras espécies tristílicas, não há incompatibilidade entre as diferentes formas. A polinização (sobretudo pelo vento) pode resultar em boa formação de sementes, mas em algumas populações há grau mais alto de autoincompatibilidade. Após a floração, o pedúnculo é defletido, as cápsulas amadurecem e as sementes são eventualmente liberadas abaixo da água. As sementes são capazes de germinar imediatamente, mas podem permanecer dormentes por muitos anos. A germinação é estimulada por condições aeróbicas e temperaturas alternadas; grandes populações de mudas podem se estabelecer na lama exposta nas margens dos corpos d'água quando os níveis de água caem. As mudas estão enraizadas na lama inicialmente, mas tornam-se flutuantes como resultado da ação das ondas ou do aumento do nível da água. Desde cedo, as gemas axilares das folhas mais velhas da muda são capazes de se desenvolver em estolhos, que crescem horizontalmente e desenvolvem plantas filhas. Essa propagação vegetativa pode ocorrer indefinidamente e populações muito grandes são produzidas dessa maneira sem qualquer reprodução sexual. A floração é sazonal em alguns países. O crescimento é extremamente rápido e a planta pode dobrar seu tamanho populacional em 6 a 18 dias.

## Distribuição e habitat

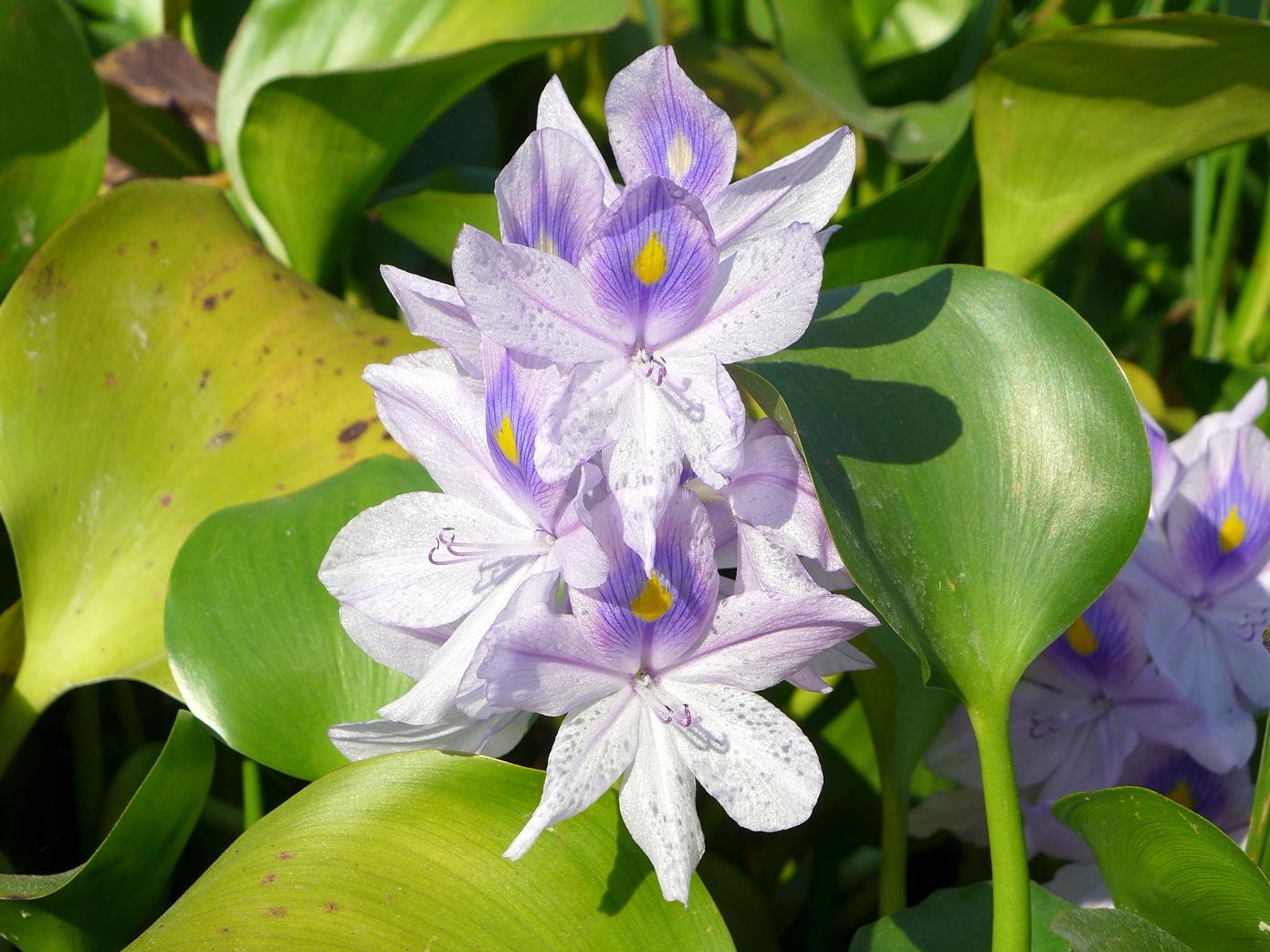
Flores de jacinto-de-água

A espécie é originária de lagos e rios de água doce das regiões tropicais quentes da América do Sul, com distribuição natural nas bacias do Amazonas e do Rio da Prata. Ocasionalmente ocorre no arroz inundado. Seu habitat varia de deserto tropical a deserto temperado subtropical ou quente a zonas de floresta tropical. A tolerância à temperatura é a seguinte; sua temperatura mínima de crescimento é de 12 °C (54 °F); sua temperatura ideal de crescimento é de 25–30 °C (77–86 °F); sua temperatura máxima de crescimento é de 33 a 35 °C (91 a 95 °F) e sua tolerância ao pH é estimada em 5,0 a 7,5. As folhas são mortas pela geada e as plantas não toleram temperaturas da água > 34 ° C (93 ° F). Os jacintos-de-água não crescem onde a salinidade média é superior a 15% da água do mar (cerca de 5 gramas de sal por quilo). Em água salobra, suas folhas apresentam epinastia e clorose, e eventualmente morrem. Jangadas de jacintos-de-água colhidas foram levadas ao mar onde são mortas.
O jacinto-de-água é comumente associado a outras ervas daninhas aquáticas, como Pistia stratiotes, Myriophyllum aquaticum e Azolla filiculoides, mas tende a ser a espécie dominante, a menos que alguma forma de controle biológico tenha sido iniciada. Azotobacter chroococcum, uma bactéria fixadora de nitrogênio, encontra-se frequentemente em torno da base dos pecíolos do jacinto-de-água, mas a bactéria não fixa nitrogênio exceto quando a planta sofra de extrema deficiência em nitrogênio. A disponibilidade de certos nutrientes, como nitrogênio, cálcio e fósforo, determinam a taxa e sucesso do crescimento da planta. A taxa de crescimento é maior por um fator de oito onde o conteúdo total de nutrientes foi de 52 miligramas por litro, comparado com 8 miligramas por litro. Em fresco, os tecidos destas plantas contém numerosos cristais aguçados, As folhas contêm cianeto de hidrogênio (HCN), alcaloides e triterpenoides, podendo induzir comichão em contato com a pele e mucosas de humanos. As plantas pulverizadas com ácido diclorofenoxiacético (2,4-D) podem acumular doses perigosas de nitratos.

## Espécie invasora

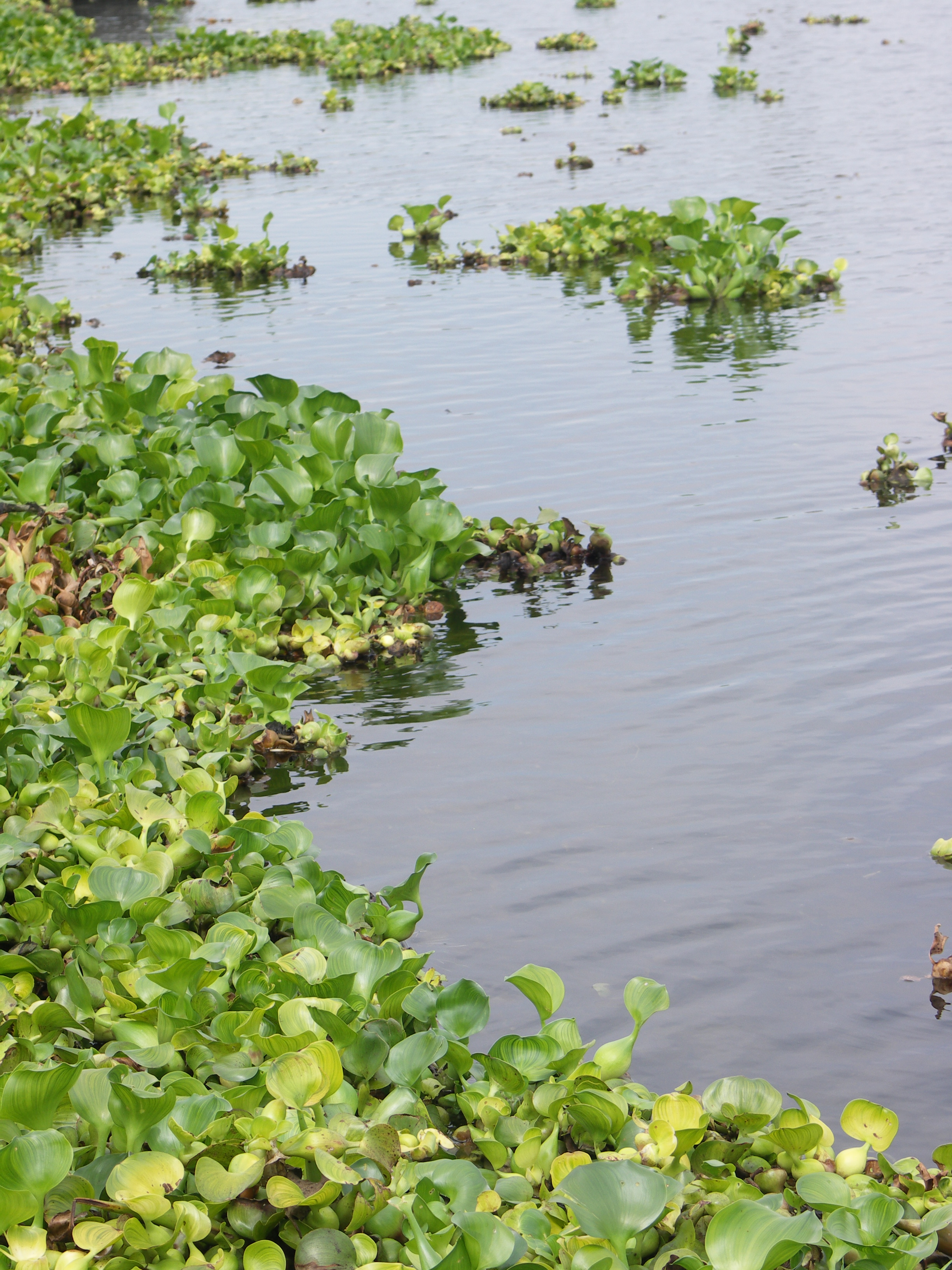
Forma típica de ocupação do habitat

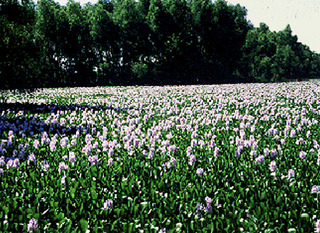
Laguna recoberta por jacintos-de-água

Apesar de ser planta ornamental muito apreciada, sendo cultivada em tanques e fontes de jardim e utilizada como elemento de paisagismo em lagos e albufeiras, o jacinto-de-água está incluída na lista das 100 espécies exóticas invasoras mais perigosas do mundo publicada pela União Internacional para a Conservação da Natureza (UICN). O jacinto-de-água cresce e se reproduz rapidamente, podendo cobrir grandes porções de lagoas e lagos. Particularmente vulneráveis são corpos de água que já foram afetados por atividades humanas, como reservatórios artificiais ou lagos eutrofizados que recebem grandes quantidades de nutrientes. Supera plantas aquáticas nativas, tanto flutuantes quanto submersas. Em 2011, Wu Fuqin et al. acompanharam os resultados do lago Dianchi em Iunã e também mostraram que o jacinto-de-água pode afetar a fotossíntese do fitoplâncton, plantas submersas e algas pela qualidade do ambiente da água e inibir seu crescimento. O processo de decomposição esgota o oxigênio dissolvido na água, muitas vezes matando os peixes. Pode absorver grande quantidade de metais pesados nocivos e outras substâncias. Após a morte, apodrece e afunda no fundo da água, causando poluição secundária ao corpo hídrico, destruindo a qualidade natural da água, podendo até afetar a qualidade da água potável dos moradores em casos graves. A água onde cresce muito é muitas vezes local de reprodução de vetores de doenças (como mosquitos e caracóis) e patógenos nocivos, representando ameaça potencial à saúde dos moradores locais. Por outro lado, também pode fornecer fonte de alimento para peixinhos-dourados (Carassius auratus), manter a água limpa e ajudar a fornecer oxigênio.
A invasão do jacinto-de-água também tem consequências socioeconômicas. Como é composto por 95% de água, a taxa de evapotranspiração é alta. Como tal, pequenos lagos que foram cobertos com a espécie podem secar e deixar as comunidades sem abastecimento adequado de água ou alimentos. Em algumas áreas, tapetes densos de jacintos-de-água impedem o uso duma hidrovia, levando à perda de transporte (tanto humano quanto de carga), bem como a perda de possibilidades de pesca. Grandes somas de dinheiro são alocadas à remoção de jacintos-de-água dos corpos d'água, bem como para descobrir como destruir os restos colhidos. A colheita mecânica requer muito esforço. Um milhão de toneladas de biomassa fresca exigiria 75 caminhões com capacidade de 40 metros cúbicos, por dia, durante 365 dias para se livrar dum milhão de toneladas de jacintos-de-água. O jacinto-de-água seria então transferido a um local de despejo e deixado para se decompor, liberando dióxido de carbono (CO2), metano (CH4) e óxidos de nitrogênio. Em muitas áreas, tornou-se espécie invasora importante e perniciosa. Na Nova Zelândia, está listado no Acordo Nacional de Plantas de Pragas, o que impede que seja propagado, distribuído ou vendido. Em grandes áreas de água, como Luisiana nos Estados Unidos, remansos de Querala na Índia, Tonlé Sape no Camboja e Lago Vitória na África, tornou-se praga séria. No Lago Vitória, especificamente, tornou-se espécie invasora depois que foi introduzido na área na década de 1980.

### América do Norte

#### Estados Unidos

##### Introdução

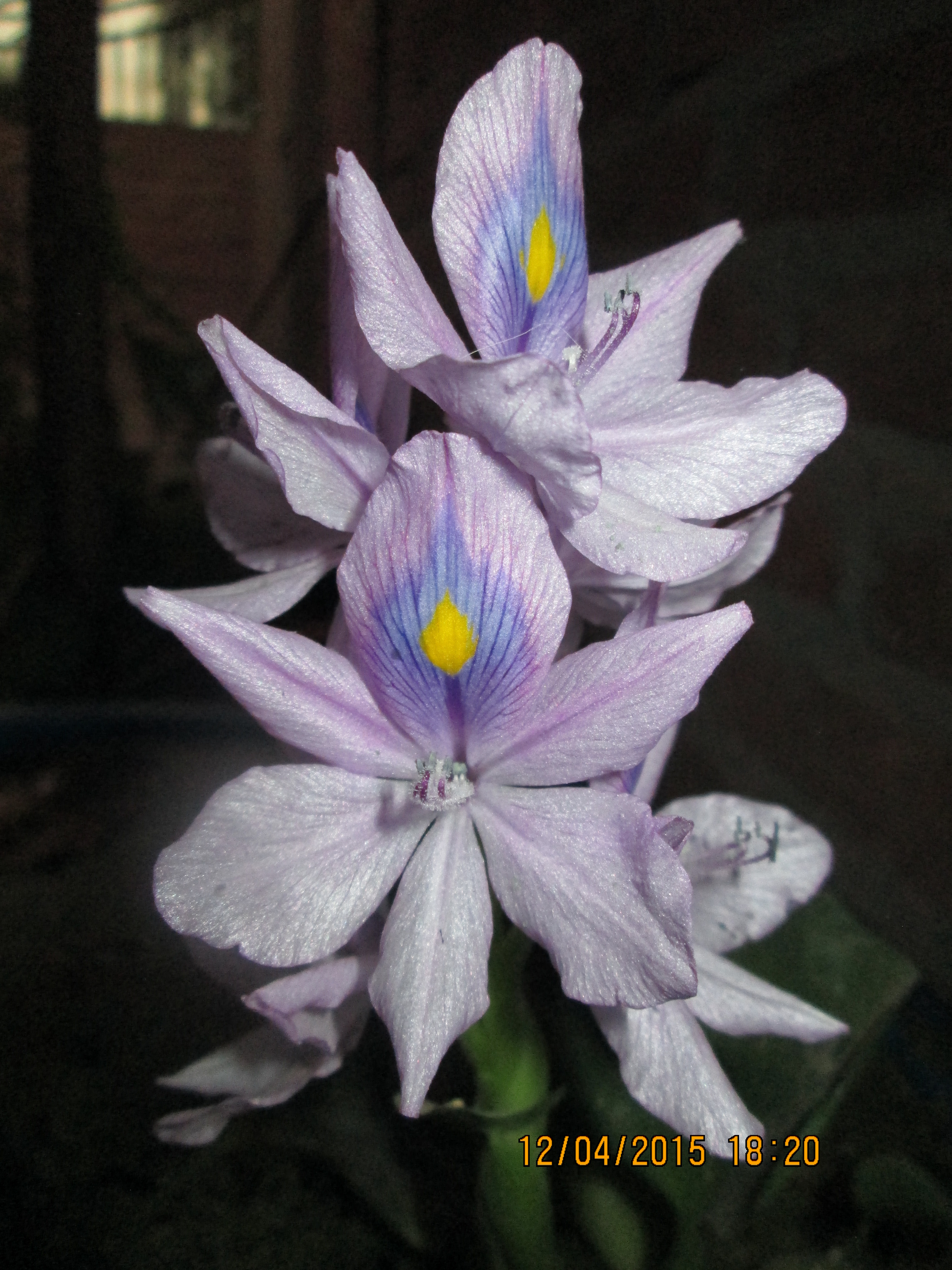
Flores

Vários relatos são dados sobre como o jacinto-de-água foi introduzido nos Estados Unidos.[a] A alegação de que foi introduzido em 1884 na Feira Mundial de Nova Orleães, também conhecida como Centenário Mundial do Algodão, foi caracterizada como o "primeiro relatop autêntico", bem como " lenda local". Em algum momento, versões da "lenda" afirmavam que as plantas haviam sido dadas como presente por uma delegação japonesa na feira.[b] Esta afirmação está ausente num artigo pertinente publicado num jornal comercial dum engenheiro militar datado de 1940,[c] mas aparece num artigo escrito em 1941 pelo diretor da divisão de vida selvagem e pesca do Departamento de Conservação da Luisiana, onde o autor escreve, "o governo japonês manteve um edifício japonês" na feira, e "o pessoal japonês importou da Venezuela número considerável de jacintos-de-água, que foram dados como lembranças".[d] A afirmação foi repetida por escritores posteriores, com várias mudanças nos detalhes. Assim, o colega da NAS Noel D. Vietmeyer (1975) escreveu que "empresários japoneses" introduziram a planta nos Estados Unidos, e as plantas foram "coletadas do rio Orinoco na Venezuela", e a afirmação foi ecoada ao longo da mesma essência por um par de pesquisadores da NASA (Wolverton & McDonald 1979), que afirmaram que as plantas de lembrança foram descuidadamente despejadas em vários cursos d'água. Enquanto isso, o biólogo canadense Spencer C. H. Barrett (2004) defendeu a teoria de que foram cultivados pela primeira vez em lagos de jardim, após o que se multiplicaram e escaparam aos arredores. O relato ganha detalhe diferente, conforme contado pela contadora de histórias infantil Carole Marsh (1992), que diz que "o Japão deu sementes de jacinto-de-água" durante a exposição, e outro contador de histórias do sul, Gaspar J. "Buddy" Stall (1998) assegurou a seus leitores que os japoneses deram a cada família um pacote dessas sementes.
Um artigo também investigou o papel que as vendas por catálogo de sementes e plantas podem ter desempenhado na disseminação de plantas invasoras. Verificou-se que o jacinto-de-água foi oferecido na edição de 1884 do Catálogo de nenúfares raros e outras plantas aquáticas de escolha de Edmund D. Sturtevant, de Bordertown, Nova Jérsei, e Haage & Schmidt da Alemanha ofereceu a fábrica desde 1864 (desde que a empresa foi fundada). Em 1895, foi oferecido por fornecedores de sementes nos estados de Nova Jérsei, Nova Iorque, Califórnia e Flórida.[e] A revista Harper's Weekly (1895) publicou um relato anedótico afirmando que certo homem de Nova Orleães coletou e trouxe para casa jacintos-de-água que coletou da Colômbia, c. 1892, e a planta proliferou em questão de dois anos.

##### Infestação

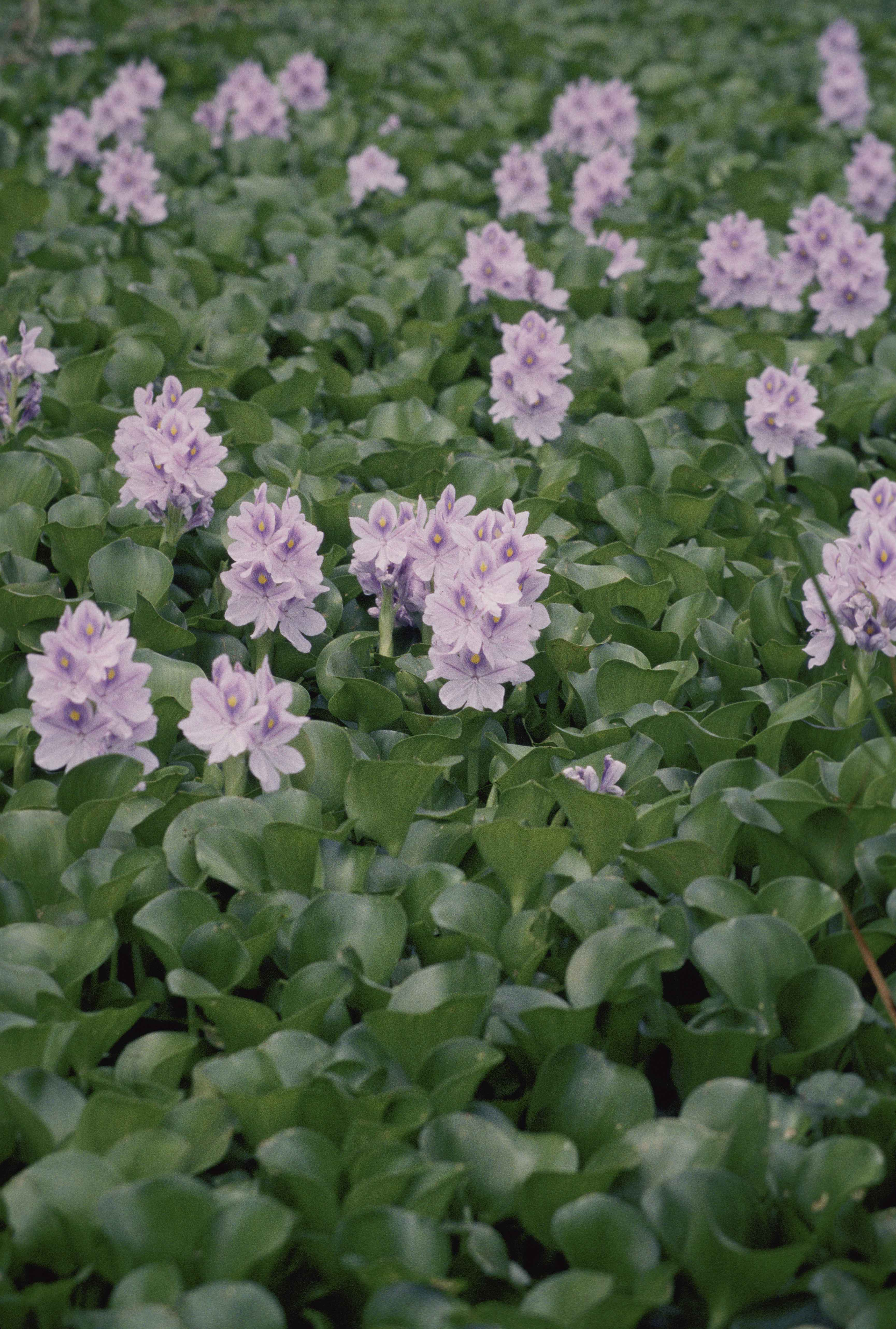
Jacinto-de-água em flor

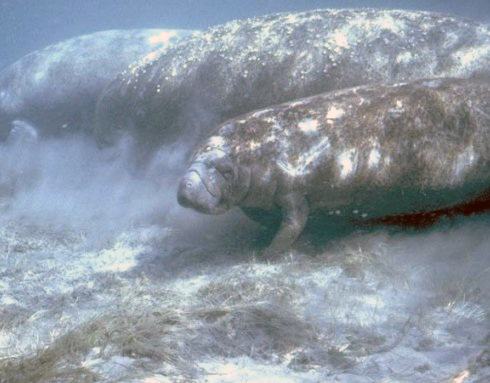
Peixes-boi-marinhos (Trichechus manatus) se alimentando

À medida que os jacintos-da-água se multiplicam em esteiras, eliminam a presença de peixes e obstruem os cursos d'água para passeios de barco e navegação. Esse efeito já estava se consolidando no estado de Luisiana na virada do século XX. A planta invadiu a Flórida em 1890, e uma estimativa de 50 quilos por metro cúbico da massa da planta sufocou os cursos d'água da Flórida. O entupimento do rio St. Johns representava séria ameaça e, em 1897, o governo despachou força-tarefa do Corpo de Engenheiros do Exército dos Estados Unidos para resolver o problema que assola os estados do golfo, como Flórida e Luisiana.[f]
Assim, no início do século XX, o Departamento de Guerra dos Estados Unidos (ou seja, o Corpo de Engenheiros do Exército) testou vários meios de erradicar as plantas, incluindo o jato de vapor e água quente, a aplicação de vários ácidos fortes e a aplicação de petróleo seguido por por incineração.[g] A pulverização com solução salina saturada (mas não soluções diluídas) efetivamente matou as plantas; infelizmente, isso foi considerado proibitivamente caro, e os engenheiros selecionaram o herbicida da marca Harvesta, cujo ingrediente ativo era o ácido arsênico, como a ferramenta econômica ideal para erradicação. Este herbicida foi usado até 1905, quando foi substituído por um composto diferente à base de arsênico branco. Um engenheiro encarregado da pulverização não considerou o veneno um motivo de preocupação, afirmando que a tripulação do barco pulverizador costumava pegar peixes de suas áreas de trabalho e consumi-los. No entanto, a pulverização tinha pouca esperança de erradicar completamente o jacinto-de-água, devido à vastidão de colônias fugitivas e à inacessibilidade de algumas das áreas infestadas, e o engenheiro sugeriu que alguns meios biológicos de controle podiam ser necessários.
Em 1910, uma solução ousada foi apresentada pela New Foods Society. Seu plano era importar e liberar hipopótamos (Hippopotamus amphibius) da África para os rios e igarapés da Luisiana. O hipopótamo então comeria o jacinto-de-água e também produziria carne para resolver outro problema sério na época, a crise da carne americana. Conhecido como o projeto de lei do hipopótamo americano, o H.R. 23621 foi apresentado pelo congressista da Luisiana, Robert Broussard, e debatido pelo Comitê Agrícola da Câmara dos Deputados dos Estados Unidos. Os principais colaboradores da New Foods Society e proponentes do projeto de lei de Broussard foram o major Frederick Russell Burnham, o célebre escoteiro americano, e o capitão Fritz Duquesne, um escoteiro sul-africano que mais tarde se tornou notório espião da Alemanha. Apresentando-se perante o Comitê Agrícola, Burnham afirmou que nenhum dos animais que os americanos comiam, galinhas, porcos, vacas, ovelhas, cordeiros, eram nativos; todos haviam sido importados por colonos europeus séculos antes, então por que os americanos hesitariam em introduzir hipopótamos e outros animais de grande porte na dieta americana? Duquesne, que nasceu e foi criado na África do Sul, observou ainda que os colonos europeus naquele continente geralmente incluíam hipopótamos, avestruzes, antílopes e outros animais selvagens africanos em suas dietas e não sofreram efeitos nocivos. O projeto de lei do hipopótamo americano quase foi aprovado, mas ficou a um voto.
Os jacintos-de-água também foram introduzidos em águas habitadas por peixes-boi-marinhos (Trichechus manatus) na Flórida, com o propósito de biorremediação (cf. §Fitorremediação abaixo) das águas que foram contaminadas e vítimas de floração de algas. Os peixes-boi incluem o jacinto-de-água em sua dieta, mas pode não ser o alimento de primeira escolha para eles.

#### México
O jacinto-de-água foi introduzida no México na década de 1880, durante a governação de Porfirio Díaz e por iniciativa do Ministro do Fomento Carlos Pacheco. Ao tempo foi considerada um complemento do projecto piscícola de Esteban Chazarí com o propósito de propiciar um substrato para desova das carpas, mas escapou de cultura a partir da estação experimental do Lerma, estando alguns anos depois naturalizada no lago de Chapala, de onde irradiou para múltiplas massas de água.

### África

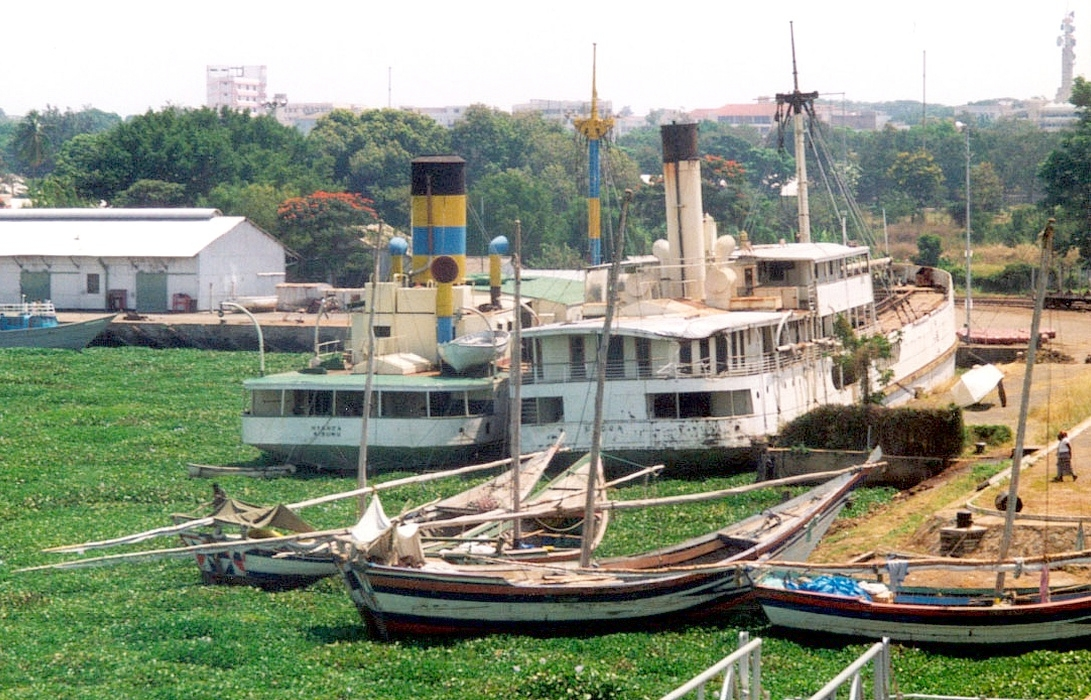
Infestação no porto de Quissumu

O jacinto-de-água pode ter sido introduzido no Egito no final do século XVIII ao início do século XIX durante a Era de Maomé Ali, mas não foi reconhecido como ameaça invasiva até 1879. A invasão do Egito é datada entre 1879 e 1892 por Brij Gopal. A planta (em africâner: waterhiasint) indiscutivelmente invadiu a África do Sul em 1910,[h] embora datas anteriores tenham sido reivindicadas.[i][j] Foi introduzida por colonos belgas em Ruanda para embelezar suas propriedades e em seguida avançou por meios naturais ao lago Vitória, onde foi avistado pela primeira vez em 1988. O jacinto-de-água também apareceu na Etiópia, onde foi relatado pela primeira vez em 1965 no Reservatório de Coca e no rio Awash, onde a Autoridade Etíope de Luz e Energia Elétrica conseguiu mantê-lo sob controle moderado a um custo considerável de trabalho humano. Outras infestações na Etiópia incluem muitos corpos d'água na região de Gambela, o Nilo Azul do Lago Tana ao Sudão e o Lago Ellen perto de Além Tena.

### Ásia

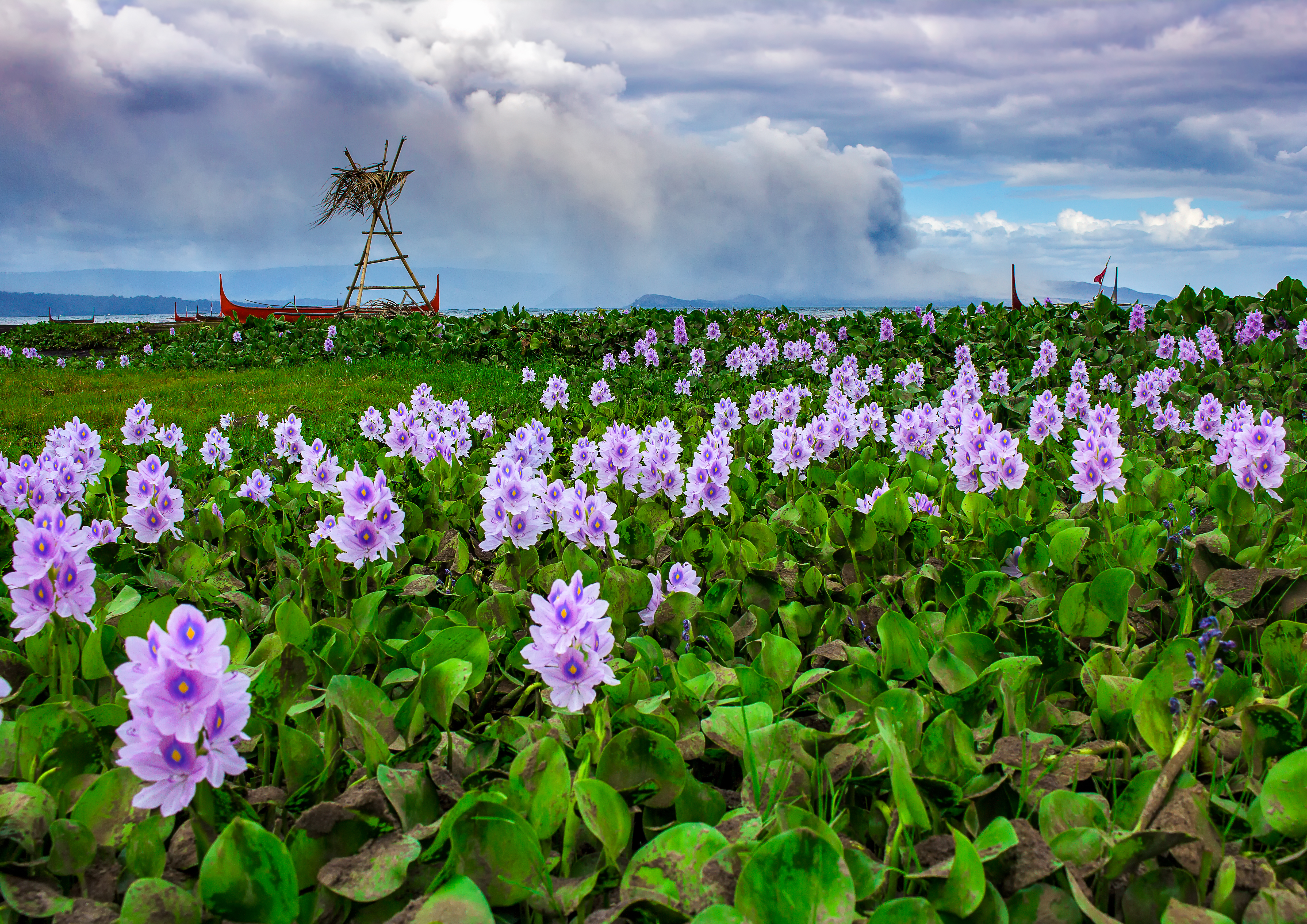
Jacinto-de-água florido coberto de cinzas ao longo da margem do lago em São Nicolau, Batangas, Filipinas, devido à erupção do vulcão Taal à distância

O jacinto-de-água foi introduzido em Bengala, Índia, por causa de suas belas flores e formas de folhas, mas acabou se tornando erva invasora que drena o oxigênio dos corpos d'água e resultou na devastação do estoque de peixes. O jacinto-de-água foi referido como o "(bonito) Diabo Azul" em Bengala, e "Terror de Bengala" em outras partes da Índia; era chamado de "erva alemã" (em bengali: Germani pana) em Bangladexe por acreditar que a missão submarina do cáiser alemão estava envolvida em introduzi-los no início da Primeira Guerra Mundial; e chamado de "problema japonês" no Seri Lanca, devido ao boato de que os britânicos os haviam plantado para atrair aeronaves japonesas a pousar nas plataformas inseguras. Em Bangladexe, obras começaram a utilizar jacintos-de-água às construção de hortas flutuantes. A planta entrou no Japão em 1884 para apreciação da horticultura, de acordo com a sabedoria convencional, mas um pesquisador dedicado ao estudo da planta descobriu que o artista ukiyo-e Utagawa Kunisada (também conhecido como Utagawa Toyokuni III, morto em 1865) produziu uma impressão em bloco de madeira com jacinto-de-água, peixinhos-dourados e mulheres, datada de 1855. A planta flutua na superfície da água de aquários cheios (vidros), ou potes de nenúfar de barro vitrificado (vasos hibachi servindo como substitutos).

### Europa
Em 2016, a União Europeia proibiu qualquer venda de jacinto-de-água no bloco. A espécie figura na lista de Espécies Exóticas Invasoras de Interesse da União. Isso significa que não apenas a venda, mas também a importação, cultivo ou liberação intencional no meio ambiente são proibidas em toda a União Europeia.

### Oceania
Na Papua Nova Guiné, o jacinto-de-água bloqueou a luz solar para outros organismos aquáticos, criou habitat para mosquitos transmissores da malária, entupiu cursos d'água a ponto dos barcos não conseguirem passar e reduziu a qualidade da água para fins como cozinhar, lavar e beber. As pessoas perderam renda ou até morreram devido à impossibilidade de viajar para obter comida ou assistência médica, ou devido a doenças causadas por água contaminada ou mosquitos.

## Controle
O controle depende das condições específicas de cada local afetado, como a extensão da infestação de jacintos-de-água, clima regional e proximidade com humanos e animais selvagens.

### Controle químico
O controle químico é o menos utilizado dos três controles do jacinto-da-água, por causa de seus efeitos de longo prazo sobre o meio ambiente e a saúde humana. O uso de herbicidas requer estrita aprovação dos órgãos governamentais de proteção de técnicos habilitados para manusear e pulverizar as áreas afetadas. O uso de herbicidas químicos só é usado em caso de infiltração grave. No entanto, o uso mais bem sucedido de herbicidas é quando é usado para áreas menores de infestação. Isso ocorre porque em áreas maiores, mais tapetes de jacintos-de-água provavelmente sobreviverão aos herbicidas e podem se fragmentar para propagar ainda mais uma grande área de tapetes. Além disso, é mais econômico e menos trabalhoso que o controle mecânico. No entanto, pode levar a efeitos ambientais, pois pode penetrar no sistema de águas subterrâneas e afetar não apenas o ciclo hidrológico dentro dum ecossistema, mas também afetar negativamente o sistema hídrico local e a saúde humana. Também é notável que o uso de herbicidas não é estritamente seletivo de jacintos-de-água; espécies-chave e organismos vitais, como microalgas, podem perecer devido às toxinas e podem romper redes alimentares frágeis.
A regulação química dos jacintos-de-água pode ser feita usando herbicidas comuns, como Ácido diclorofenoxiacético (2,4-D), glifosato e diquat. Os herbicidas são pulverizados nas folhas e levam a mudanças diretas na fisiologia da planta. O uso do herbicida conhecido como 2,4-D leva à morte do jacinto-de-água através da inibição do crescimento celular de novos tecidos e apoptose celular. Pode levar quase um período de duas semanas antes que os tapetes sejam destruídos com 2,4-D. Entre 75 e 150 mil acres (30 e 61 mil hectares) de jacintos-de-água e Alternanthera philoxeroides são tratados anualmente na Luisiana. O herbicida conhecido como diquat é um sal de brometo líquido que pode penetrar rapidamente nas folhas e levar à inatividade imediata das células vegetais e dos processos celulares. Para o herbicida glifosato, apresenta menor toxicidade que os demais, levando mais tempo para que os tapetes sejam destruídos (cerca de três semanas). Os sintomas incluem murchamento constante das plantas e descoloração amarela das folhas da planta que eventualmente leva à decomposição.

### Controle físico

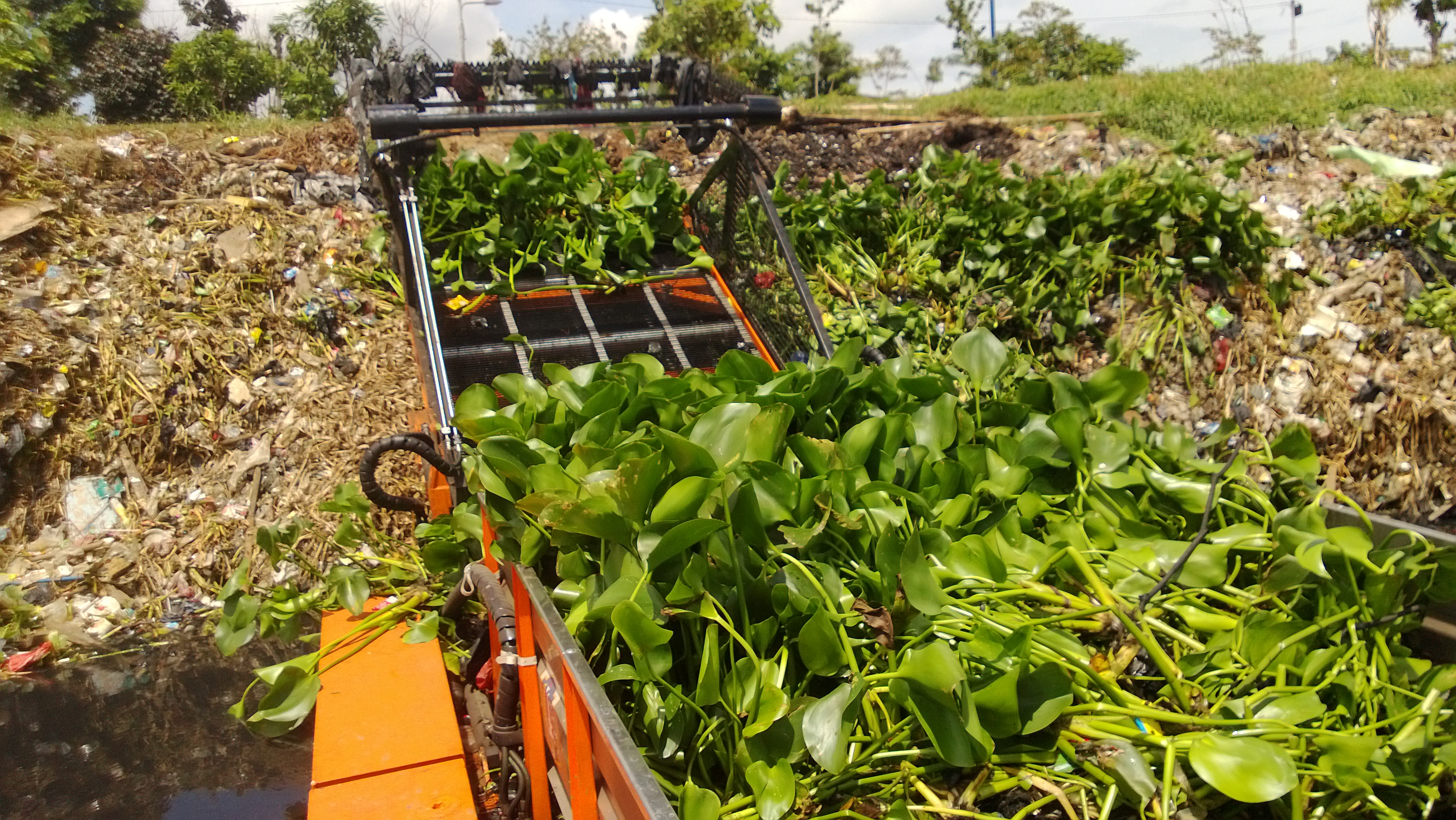
A colheitadeira aquática de ervas daninhas coleta a planta de água por meio duma esteira transportadora e pode descarregar o material na costa

O controle físico é realizado por máquinas terrestres, como guindastes de caçamba, arrastadores, bombas ou por máquinas à base de água, como colheitadeiras de ervas daninhas aquáticas, dragas ou trituradores de vegetação. Pode ter custo anual de US$ 6 milhões a US$ 20 milhões e é considerado apenas solução de curto prazo para um problema de longo prazo. Outra desvantagem da colheita mecânica é que pode levar a uma maior fragmentação dos jacintos-de-água quando as plantas são quebradas por cortadores giratórios da maquinaria de colheita de plantas. Os fragmentos que são deixados para trás na água podem facilmente se reproduzir assexuadamente e causar outra infestação. No entanto, o transporte e descarte do jacinto-de-água colhido é um desafio porque a vegetação é pesada. Pode representar um risco à saúde humana devido à propensão da planta para absorver contaminantes, e é considerado tóxico aos seres humanos. Além disso, a prática da colheita mecânica não é eficaz em infestações em grande escala, porque esta espécie invasora cresce muito mais rapidamente do que pode ser eliminada. Apenas um a dois acres (½ a 1 hectare) pode ser colhido mecanicamente diariamente devido à grande quantidade de jacintos-de-água. Portanto, o processo é muito demorado.

### Controle biológico

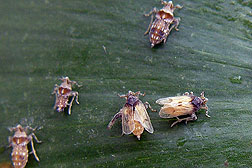
Em 2010 o inseto Megamelus scutellaris foi liberado pelo Serviço de Pesquisa Agropecuária como controle biológico

Como a remoção química e mecânica geralmente é muito cara, poluente e ineficaz, os pesquisadores se voltaram para agentes de controle biológico. O esforço começou na década de 1970, quando pesquisadores do Departamento de Agricultura dos Estados Unidos (USDA) lançaram nos Estados Unidos três espécies de gorgulho conhecidas por se alimentarem de jacintos-de-água, Neochetina bruchi, N. eichhorniae e Sameodes albiguttalis. As espécies foram introduzidas nos estados da costa do golfo, como Luisiana, Texas e Flórida, onde milhares de acres foram infestados. Descobriu-se que, uma década depois, na década de 1980, houve diminuição nos tapetes em até 33%, mas como o ciclo de vida dos gorgulhos é de noventa dias, isso limita o uso de predação biológica para suprimir eficientemente o crescimento do jacinto-de-água. Esses organismos regulam o jacinto-de-água limitando seu tamanho, propagação vegetativa e produção de sementes. Também carregam microorganismos que podem ser patológicos à espécie. Esses gorgulhos comem o tecido do caule, o que resulta numa perda de flutuabilidade à planta, que eventualmente afundará. Embora tendo sucesso limitado, os gorgulhos já foram lançados em muitos outros países.
Em maio de 2010, o Serviço de Pesquisa Agrícola do USDA lançou Megamelus scutellaris como inseto de controle biológico adicional às espécies invasoras. M. scutellaris é um pequeno inseto nativo da Argentina. Os pesquisadores estudam os efeitos do agente de controle biológico em extensos estudos de gama de hospedeiros desde 2006 e concluíram que é altamente específico do hospedeiro e não representará ameaça a nenhuma outra população de plantas além do jacinto-de-água alvo. Os pesquisadores também esperam que esse controle biológico seja mais resiliente do que os controles biológicos existentes e os herbicidas que já estão em vigor. O Centro de Controle Biológico da Universidade de Rhodes está criando M. scutellaris e os gorgulhos N. eichhorniae e N. bruchi em massa para controle biológico em barragens na África do Sul, como a barragem Hartbeespoort. Outro inseto considerado é o gafanhoto semiaquático Cornops aquaticum, que foi introduzido na África do Sul em ensaios controlados. É específico do jacinto-de-água e sua família, e além de se alimentar da planta, introduz infestação patogênica secundária. A traça Niphograpta albiguttalis foi introduzida na América do Norte, África e Austrália e suas larvas brotam nos caules e botões florais da espécie. A introdução de peixes-boi em cursos d'água foi supostamente bem sucedida em controlar o crescimento da planta na Guiana.

## Usos
O jacinto-de-água é utilizada em fitorremediação e como planta medicinal, fertilizante de solos e planta ornamental, embora seja considerada espécie invasora.

### Bioenergia
Devido ao seu altíssimo índice de desenvolvimento, o jacinto-de-água é uma excelente fonte de biomassa. Um hectare (2,5 acres) de plantação produz, portanto, mais de 70 metros cúbicos por hectare (um milhão de de pés cúbicos por acre) de biogás (70% CH4, 30% CO2). De acordo com Curtis e Duke, um quilo (2,2 libras) de matéria seca pode render 370 litros (13 pés cúbicos) de biogás, dando poder calorífico de 22 mil quilojoule por metro cúbico (590 Btu/pé cúbico) comparado ao metano puro (895 Btu por pé cúbico). Wolverton e McDonald relatam aproximadamente 0,2 metro cúbico por quilo (3 pés cúbicos por libra) de metano,[k] indicando necessidades de biomassa de 350 toneladas por hectare (160 toneladas curtas por acre) para atingir os 70 mil metros cúbicos por hectare (1 milhão de pés cúbicos por acre) rendimento projetado pela Academia Nacional de Ciências (Washington). Ueki e Kobayashi mencionam mais de 200 toneladas por hectare (90 toneladas por acre) por ano. Reddy e Tucker encontraram um máximo experimental de mais de ½ tonelada por hectare (¼ tonelada curta por acre) por dia.
Os agricultores bengalis coletam e empilham essas plantas para secar no início da estação fria; então usam jacintos-de-água secos como combustível. As cinzas são usadas como fertilizante. Na Índia, uma tonelada (1,1 tonelada curta) de jacinto-de-água seco produz cerca de 50 litros de etanol e 200 quilos de fibra residual (7 700 Btu). A fermentação bacteriana duma tonelada (1,1 tonelada curta) produz 26 500 pés cúbicos de gás (600 Btu) com 51,6% de metano (CH4), 25,4% de hidrogênio (H2), 22,1% de dióxido de carbono (CO2) e 1,2% de oxigênio (O2). A gaseificação de uma tonelada (1,1 tonelada curta) de matéria seca por ar e vapor em altas temperaturas (800 °C ou 1 500 °F) dá cerca de 40 mil pés cúbicos (1 100 metros cúbicos) de gás natural (143 Btu por pé cúbico) contendo 16,6% H2, 4,8% CH4, 21,7% CO (monóxido de carbono), 4,1% CO2 e 52,8% N2 (nitrogênio). O alto teor de umidade de jacinto-de-água, aumentando tanto os custos de manuseio, tende a limitar os empreendimentos comerciais. Um sistema de produção hidráulica contínua poderia ser projetado, o que proporcionaria melhor utilização dos investimentos de capital do que na agricultura convencional, que é essencialmente uma operação em lote.
O trabalho envolvido na colheita pode ser bastante reduzido pela localização de locais de coleta e processadores em represas que aproveitam os ventos predominantes. Os sistemas de tratamento de águas residuais também poderiam ser adicionados favoravelmente a esta operação. A biomassa colhida seria então convertida em etanol, biogás, hidrogênio, nitrogênio gasoso e/ou fertilizante. A água do subproduto pode ser usada para irrigar terras agrícolas próximas.

### Fitorremediação, tratamento de águas residuais
O jacinto-de-água remove o arsênico da água potável contaminada com arsênico. Pode ser uma ferramenta útil na remoção de arsênico da água de poços tubulares em Bangladexe. Também se observa que aumenta a nitrificação em células de tratamento de águas residuais de tecnologia viva. Suas zonas radiculares são excelentes microsítios para comunidades bacterianas. Relata-se sua eficiência para remover cerca de 60-80% de nitrogênio e cerca de 69% de potássio da água. Verificou-se que as raízes removem partículas e nitrogênio em um pântano natural eutrofizado raso.
A planta é extremamente tolerante e tem alta capacidade de absorção de metais pesados, incluindo cádmio, cromo, cobalto, níquel, chumbo e mercúrio, o que pode torná-la adequada à biolimpeza de águas residuais industriais. As raízes absorvem naturalmente alguns compostos orgânicos que se acredita serem cancerígenos, em concentrações 10 mil vezes maiores que na água circundante. Além dos metais pesados, também pode remover outras toxinas, como o cianeto, que é benéfico para o meio ambiente em áreas que sofreram operações de mineração de ouro. O jacinto-de-água pode absorver e degradar o etion, um pesticida de fósforo.

### Agricultura
Em locais onde o jacinto-de-água é invasor, superabundante e precisa ser limpo, essas características o tornam livre à colheita, o que o torna muito útil como fonte de matéria orgânica para compostagem na agricultura orgânica. É usado internacionalmente para fertilizantes e como ração animal e silagem para bovinos, ovinos, gansos, porcos e outros animais. Em Bengala, tem sido usado principalmente para fertilizante, composto ou cobertura morta, e secundariamente como forragem para gado e peixes. Em Bangladexe, os agricultores da região sudoeste cultivam vegetais em "jardins flutuantes", geralmente com uma base de estrutura de bambu, com massa seca de jacinto-de-água coberta de solo como cama. Como grande parte da terra cultivável fica submersa por meses durante as monções nesta região de baixa altitude, os agricultores cultivam esse método há muitas décadas. O método desta agricultura é conhecido por muitos nomes, incluindo dhap chaš e vasoman chaš.[ No Quênia, na África Oriental, tem sido usado experimentalmente como fertilizante orgânico, embora haja controvérsias decorrentes do alto valor de pH alcalino do fertilizante.

### Outros usos
Em vários lugares do mundo, a fibra é usada para fazer móveis, bolsas, cestas, cordas e utensílios domésticos/produtos de interior (abajur, porta-retratos) por empresas lançadas por ONGs e empresários. O americano-nigeriano Achenyo Idachaba ganhou prêmio por mostrar como esta planta pode ser explorada com fins lucrativos como produtos tecidos na Nigéria. Há uso registrado à produção de papel. Em Taiuã, usada como vegetal de mesa rico em caroteno e em Java às vezes cozinham e comem as partes verdes e a inflorescência. Em Quedá, na Malásia, as flores são usadas para medicar a pele dos cavalos e a espécie é considerado um "tônico". O extrato de folha de jacinto-de-água demonstrou apresentar fitotoxicidade contra a erva também invasora Mimosa pigra. O extrato inibiu a germinação das sementes de Mimosa pigra além de suprimir o crescimento radicular das mudas. Dados bioquímicos sugeriram que os efeitos inibitórios podem ser mediados pela produção aumentada de peróxido de hidrogênio, inibição da atividade da peroxidase solúvel e estimulação da atividade da peroxidase ligada à parede celular nos tecidos radiculares de Mimosa pigra.